# Noël ancien
Noël ancien, op. 143, est une œuvre de la compositrice Mel Bonis, datant de 1933.

## Composition
Mel Bonis compose son Noël ancien pour soprano avec accompagnement d'orgue ou de piano. L'œuvre peut se chanter en duo ou avec chœur à deux voix. Elle est publiée aux éditions Hamelle en 1934.

## Analyse
Le Noël ancien n'a rien d'ancien, ni même de liturgique ou paraliturgique. Le texte est de forme strophique. Si le texte est anonyme, il est cependant attribué à la compositrice .

## Réception
Le Noël ancien est programmé dans un concert à Notre-Dame-du-Rosaire lors de la messe de minuit du 24 décembre 1933,.

## Sources
- Étienne Jardin, Mel Bonis (1858-1937) : parcours d'une compositrice de la Belle Époque, 2020 (ISBN 978-2-330-13313-9 et 2-330-13313-8, OCLC 1153996478, lire en ligne)